# Palmah
Le Palmah, Palmach ou encore Palmak (hébreu : פלמ"ח, acronyme de Plugot Maḥatz — littéralement, « unité de choc »), est le nom d'une des forces paramilitaires juives sionistes de Palestine mandataire. Elle mena ses activités sur une période s'étendant de la Seconde Guerre mondiale jusqu'à l'indépendance de l'État d'Israël.

## Histoire

### Débuts
Au début de la Seconde Guerre mondiale, les Britanniques, notamment le SOE, se rapprochent de la Haganah, la force d’autodéfense juive en Palestine. Le Palmach est ainsi crée en mai 1941, dans le but de servir de force de guérilla dans le cas où les Allemands parviendraient à envahir la Palestine. Le commandement en est confié à Yitzhak Sadeh, qui assure en secret le recrutement et forme les recrues au sabotage.
Deux semaines après sa création, une centaine de membres du Palmach sont envoyés au Liban et en Syrie, alors gouvernés par la France de Vichy, afin d’y recueillir des renseignements. Après le début de l’invasion de ces régions par les Britanniques, les troupes du Palmach servent de guides et d’avant-garde aux Alliés, non sans profiter également de leur position pour accumuler en secret des armes françaises capturées. Parallèlement, les Britanniques utilisent l’unité pour des missions de sabotage derrière les lignes ennemies : c’est lors de l’une de ces missions, visant à détruire des raffineries à Tripoli, que le Palmach subit un rude coup lorsque les vingt-trois hommes assignés à la mission disparaissent en mer avec leur navire.
En 1943, le Palmach compte environ un millier de combattants. Outre ses forces terrestres, il compte également une branche maritime, le Palyam, spécialisé dans les opérations amphibies et le sabotage naval, et une branche aérienne, le Palavir, qui forme des pilotes, même si à cette date les Israéliens ne disposent que de planeurs et d’avions légers. Le Palmach disposent également de pelotons spécialisés, comme le « peloton allemand », composé de juifs d’origine allemande ou autrichienne et entraînés à imiter les soldats de la Wehrmacht, dans le but de servir de cinquième colonne. Une trentaine d’entre eux sont par la suite parachutés en Europe centrale pour organiser une résistance juive, mais la plupart sont capturés et exécutés, comme Yoel Palgi et Hannah Szenes.

### Lutte contre les Britanniques
Dès la fin de l’année 1945, le Palmach retourne les armes accumulées pendant la guerre contre les Britanniques. Outre l’assistance à l’immigration illégale de juifs en Palestine, il organise des opérations commando contre des infrastructures et des cibles militaires. Ainsi, dans la nuit du 17 au 18 juin 1946, dix ponts sont détruits, puis, en octobre, le Palmach attaque le camp de détention d’Atlit, libérant un grand nombre de prisonniers. L’unité se tient toutefois à l’écart de certains groupes extrémistes comme l’Irgoun ou le Lehi, et en livre même à l’occasion certains membres aux Britanniques.

### Guerre israélo-arabe
En 1948, le Palmach est commandé par Yigal Allon et compte trois brigades. La première, nommée Yftach et divisée en trois bataillons, se voit assigner l’est de la Galilée ; la deuxième, nommée Harel et comportant également trois bataillons, opère dans la région de Jérusalem ; la troisième, Hanegev, dispose de deux bataillons standard, d’un bataillon de commandement regroupant toutes les unités commando et d’un bataillon de jeep.
C’est surtout la brigade Hanegev qui s’illustre pendant la guerre : ses jeep mènent des raids dans le désert du Negev contre les lignes de communication des armées arabes, perturbant grandement leur ravitaillement. Les autres brigades remportent quelques succès, comme la prise de Safed par la brigade Yftach, mais la nature des combats dans les zones où elles sont assignées les cantonne à un rôle d’infanterie traditionnelle au lieu de celui de force spéciale pour lequel elles ont été formées.
Durant la guerre, ses différentes unités sont chargées de prendre d’assaut les villages arabes de Palestine. Elles se rendent coupables, notamment sous les ordres de Moshe Kelman, de plusieurs massacres, comme celui d’Ein al-Zeitoun. Le gouvernement du nouvel État d’Israël, craignant que le Palmach ne devienne une force politique, le dissout en 1949. Une partie des hommes est cependant récupérée pour former la première unité de parachutistes de Tsahal.

## Membres célèbres
- Hannah Szenes (1921-1944)